# Шабанова, Татьяна Даниловна
Татьяна Даниловна Шабанова (род. 6 мая 1967, Жданов, Донецкая область) — украинская пианистка классического и джазового направлений, педагог, аранжировщик, композитор, музыковед. Автор учебника «Основы импровизации», учебно-методического пособия «Драматургия в джазе».

## Биография
Татьяна Шабанова играет на фортепиано с четырёх лет. Закончила Мариупольское музыкальное училище по классу фортепиано в 1987 году. В 1993 году закончила Ростовскую государственную консерваторию им. Рахманинова (по специальности «Фортепиано»), блестяще сдав государственные экзамены, получила направление в ассистентуру-стажировку Московской государственной консерватории им. П. И. Чайковского. Импровизации обучилась самостоятельно, с детства прослушивая записи джазовой музыки.
С 1993 года — преподаватель по классу фортепиано и импровизации в ДМШ № 3 г. Мариуполя, а с 1994 года — преподаватель Мариупольского музыкального училища и СМШ (фортепиано и импровизация). С 2006 по 2008 год — заведующая эстрадно-джазовым отделением Мариупольского музучилища. С 1995 года — преподаватель кафедры музыковедения ПГТУ (гармония и форма в эстрадно-джазовой музыке, история современной музыки, развитие творческих способностей и руководство дипломными работами), руководитель диксиленда ПГТУ (2000—2002 гг.). В 2009—2013 гг. работала в Ужгородском колледже культуры и искусств, Ужгородском филиале Киевского Национального университета культуры и искусств. В 2013—2014 годах работала в Chine’s High Ying Art Training School (Китай).
С 2016 по 2018 год работала в The International Centre for Music, Doha, Qatar преподавателем фортепиано и импровизации, где продемонстрировала высокий исполнительский и педагогический профессионализм в работе по системе ABRSM. Студентка, подготовленная Т. Шабановой, заняла 2-е место на Qatar Music Competition в старшей возрастной категории.
С 1993 года Татьяна Шабанова является активным концертным исполнителем. В разных городах Украины и за её пределами ею сыграны многочисленные концерты, как сольные, состоящие из классической и джазовой музыки, так и концерты совместно со своими учениками и студентами. Участвовала в большом количестве международных фестивалей и конкурсов, в многих джазовых фестивалях Украины (в Киеве, Ужгороде, Ровно, Симферополе, Ялте, Донецке и т. д.).
Выступала в дуэте с известным джазовым музыкантом Валерием Колесниковым  .

## Особенности творческого метода
Татьяна Шабанова — концертный исполнитель высочайшего уровня. Ей присуще виртуозное владение всеми видами фортепианной техники, сильное эмоциональное воздействие на слушателя. Каждому произведению, независимо от стиля и жанра, она предпосылает свою собственную концепцию, базирующуюся на скрупулёзнейшем комплексном анализе нотного текста, а также исторических, философских, мировоззренческих предпосылок его создания. Это позволяет не замыкаться на каком-либо концертном амплуа, исполнять музыку всех эпох и любой стилистики.
Как исполнитель-импровизатор Татьяна Шабанова не ограничивается рамками собственно джазового стиля. В её исполнении можно услышать как джазовые стандарты, так и импровизации на собственные темы. Татьяне Шабановой свойственна мобильность и творческая открытость, что позволяет участвовать в оригинальных и новаторских проектах на стыке различных видов творчества, например импровизация музыки к живописным полотнам; а в 2013 году в ILKO Gallery (г. Ужгород) был сыгран беспрецедентный импровизационный марафон City Jazz, состоящий из часовой нон-стоп импровизации (шумовая часть — DJ М. Тюпа). Как мастер импровизации, Татьяна Шабанова может экспромтом составлять тему из случайно выбранных элементов, например цифр номера телефона и сразу создавать импровизацию на неё. Это многократно было продемонстрировано на концертах, лекциях, научных конференциях.
В импровизационной части своих концертов Татьяна Шабанова использует совместное музицирование со слушательской аудиторией: респонсорность, ритмический ансамбль.
Татьяна Шабанова также является блестящим концертмейстером. Подчеркивая и поддерживая исполнителя-солиста, и находя интересные нюансы в фортепианной партии, выстраивая общую драматургию музыкального произведения, создает яркий дуэт как в классическом, так и джазовом концертном исполнительстве.
Татьяна Шабанова является автором методики постановки руки, благодаря которой пианист может исполнять произведения любой сложности, не испытывая неудобств и не получая травм.

## Аранжировки, собственные сочинения
Татьяна Шабанова является аранжировщиком и композитором. Её творческие возможности позволяют писать для любого состава инструментов, а также для голоса.

### Аранжировки джазовых стандартов
Аранжировки Татьяны Шабановой настолько трансформируют и глобализируют содержание исходного тематизма, что, по существу, являются самостоятельными произведениями.

### Для диксиленда
- Caravan
- Black Orpheus
- Joshua Fit The Battle Of Jericho
- Laura
- Man and Woman
- Run, Run Blues

### Для флейты
- La Belle (Sting)
- The Shadow Of Your Smile

### Для скрипки, виолончели и фортепиано:
- Go Down Moses
- Down By The Riverside
- Careless Love
- Some Of These Days
- Yes, Sir, That’s My Baby
- Ja-Da
- I Can’t Give You Anything But Love
- When The Saints Go Marching In
- Autumn Leaves
- Whispering
- The Man I Love
- St. Louis Blues
- Nobody Knows The Troubles I’ve Seen
- Mack The Knife
- Lady Be Good

### Для других составов
Для саксофона-альта, саксофона-тенора и бас-гитары (I место конкурса «Yellow Submarine»-2008):
- Come Together
- Op — La — Di Op — La — Da (с фортепиано)
- How Insensitive (для двух фортепиано)
- Переложение для двух гитар, флейты, вибрафона и треугольника: С. Прокофьев. Мимолётность.

### Собственные сочинения
- Memory and dream (одночастная симфония для струнного оркестра)
- Сюита для четырёх скрипок, виолончели, флейты и фортепиано в трёх частях attacca: 1. Silence 2. Fairy Tale 3. Pain and Catharsis.
- Imagination Of The World (фантазия для брасс-квинтета)
- Memory (для флейты и фортепиано)
- Simphony unorchestra для двух скрипок
- Сонет Шекспира № 104 («Мои глаза в тебя не влюблены») для голоса в сопровождении фортепиано.

Для фортепиано:
- Концертная импровизация на тему Либертанго
- Концертная импровизация на тему Va-bank

Оркестровым и ансамблевым сочинениям Татьяны Шабановой присуще интенсивное, насыщенное звучание. Фактура произведений создана таким образом, что присутствует эффект большего количества звучащих инструментов, чем в реальности.

## Награды
В 2000 году получила диплом международного джазового фестиваля «Осенний джазовый марафон» как аранжировщик и руководитель диксиленда ПГТУ. В 2007 году на международном фестивале-конкурсе в Черногории получила диплом «Золотой бренд». В 2008 году стала лауреатом первой премии как руководитель студенческого трио и аранжировщик на конкурсе «Yellow Submarine» в Киеве, который проходил под патронатом Пола Маккартни.

## Основные публикации
1. Основи імпровізації. Навчально-методичний посібник для вищих навчальних закладів культури і мистецтв I—II рівнів акредитації. — Вінниця: Нова книга, 2008. — 132 с.
2. Проблеми джазової мелодичної імпровізації в системі композиційного синтезу // Мистецтвознавчі записки: Зб. наук. праць. — Вип. 13. — Киев: Міленіум, 2008. — С. 59—67.
3. Джазова мелодична імпровізація в системі структурно-морфологічного та імпровізаційно-виконавського аналізу//Актуальні проблеми історії, теорії та практики художньої культури: Зб. наукових праць. — Вип. ХХ. — Киев: Міленіум, 2008. — С. 297—306.
4. Ритміка як чинник синтаксису та морфології у джазовій мелодичній імпровізації//Теоретичні та практичні питання культурології: Зб. наукових статей. Вип. ХХVІ. Ч. ІІІ. — Мелітополь: Сана, 2009. — С. 104—108.
5. Драматургия в джазе как неотъемлемый фактор импровизационного исполнительского процесса//Науковий вісник НМАУ ім. П. І. Чайковського: Драматургічна організація музичного твору: збірка наукових статей, присвячених проблемі музичної драматургії [Упорядник В. Г. Москаленко]. — Киев, 2012. — Вип. 104. — С. 178—190.
6. Лекции из курса «Гармония и форма в эстрадной и джазовой музыке» — Мариуполь, 1999.
7. Драматургия в джазе: учебно-методическое пособие. — Винница: Нова книга, 2018. — 124 с. — ISMN 979-0-707533-29-1.